# 武夷 (補給艦)
武夷 (Wu-yi, AOE-530) は台湾海軍の補給艦。同型艦は無く、2015年1月23日に磐石(Panshih、AOE-532)が就役するまでは、唯一の補給艦であり台湾で建造された最大の艦艇であった。

## 概要
「武夷」は、台湾が1988年より着手した海軍近代化計画、「光華計画」の一環により洋上補給能力向上を意図し建造された洋上補給艦である。中国造船公司の基隆造船廠で建造されたが、この種艦艇の建造経験が無かったことから、設計に際しアメリカ企業の技術支援を受けている。
設計は、1984年より建造されていたアメリカ海軍のヘンリー・J・カイザー級給油艦が参考とされたが、同級は満載排水量で4万tを超える大型艦であり、台湾海軍にとっては過大とされた為、満載排水量は同級の半分以下とされた。そのため、艦の配置や構造はタイプシップより大幅に変更されている。艦名は、福建省の山岳名にちなんで「武夷」と命名された。
「武夷」の配置は、前部に艦橋を、中央部に補給物資搭載及び洋上補給ステーション区画、後部に機関部及びヘリコプター甲板となっており、タイプシップとは大きく異なっている。
中央部には計6ヶ所の補給ステーションがあり、前部と後部の4ヶ所は液体貨物用、中央の2ヶ所はドライカーゴ用である。補給物資の搭載量は、燃料及び真水などの液体貨物が9,300t、弾薬などのドライカーゴが600tとされている。
艦尾にはヘリコプター甲板が設けられているが格納庫は無く、艦固有の搭載機は無いものの、ヘリコプターによるヴァートレップが可能である。
兵装は、艦首にRIM-92C シーチャパラル4連装対空ミサイル1基、後部構造物上部にボフォース40mm単装機関砲2基が設置されている。
「武夷」は設計の過程で、構造などタイプシップから大規模な変更を余儀なくされた。加えて、建造した造船所側の経験不足も有り、就役直後には、航行時における船体の傾斜や動揺、機関部などに不具合発生が伝えられた（台湾海軍側は否定している）。実際に「武夷」は、就役後何度も遠距離航海任務を大過なく担っており、仮に初期に不具合が有ったとしてもその後解消されたものと推測される。本艦の就役により、台湾海軍の洋上における継戦能力は大きく向上した。
なお、台湾海軍では2012年に改良型となる磐石級補給艦の建造を開始、2013年11月に進水、2015年1月23日に就役した。